# Henry Fairfield Osborn
Henry Fairfield Osborn (Fairfield, Connecticut, 1857. augusztus 8. – New York, 1935. november 6.) amerikai geológus, őslénykutató és eugenikus, „első osztályú tudományos ügyintéző és harmadosztályú tudós”. Zoológiai szakmunkákban nevének rövidítése: „Osborn”.

## Korai évek és karrier
Osborn a Connecticut állambeli Fairfieldben született, tanulmányait pedig a Princetoni Egyetemen végezte. 1883-tól 1890-ig az összehasonlító anatómia professzoraként a Princetonon tanított. 1891-ben a Columbia Egyetem biológia, majd 1896-tól zoológia professzora lett. 1908 és 1933 között Morris K. Jesup utódaként a New York-i Amerikai Természetrajzi Múzeum (American Museum of Natural History) vezetőjeként dolgozott. Ezalatt a világ egyik legkiválóbb fosszília gyűjteményét hozta létre. Nagy csapatot állított össze fosszíliavadászokból és preparátorokból, akik között ott volt Roy Chapman Andrews (Az elveszett frigyláda fosztogatóiból megismert Indiana Jones karakterének feltételezett megihletője), valamint Charles R. Knight, aki festményein eredeti környezetükben ábrázolta a dinoszauruszokat, emellett pedig szobrokat készített számos élő állatról.

## Felfedezések és publikációk
1877-től kezdődően több fosszíliavadász expedíciót vezetett az Egyesült Államok délnyugati részére, elsőként Colorado és Wyoming államok területére – ekkor (Wyomingban) találkozott Edward Drinker Cope-pal, akinek a pártfogója lett. Osborn 1900-ban csatlakozott az Egyesült Államok Geológiai Szolgálatához (US Geological Survey), 1924-ben pedig gerinces őslénykutató lett. 1903-ban rátalált az általa Ornitholestesnek, elnevezett dinoszaurusznemre, melyről leírást is készített. A leletet újabb felfedezések követték: 1905-ben a Tyrannosaurus rex , 1923-ban a Pentaceratops, majd 1924-ben a Velociraptor.
Egyes közreműködései kevésbé arattak sikert: Osborn a mára elvetett ortogenezis elmélet híve volt, de emellett az eugenikát is támogatta.
Andrews Góbi-sivatagban tett felfedezései, részben Osbornnak köszönhetők, aki arra akart bizonyítékot találni, hogy az ember Ázsiából származik. Balszerencséjére a Man Rises to Parnassus (Az ember felemelkedése a Parnassusra) egy tévedésen alapult, ugyanis a „majdnem természetfeletti” piltdowni ember néven ismertté vált leletről kiderült, hogy áltudományos csalás, amely generációja műveltebb rétegeinek mélyen gyökerező rasszizmusára épült. A Hyracotheriumról készített (nem egészen pontos) leírása, ami szerint az állat „kisebb foxterrier méretű volt” kritikai megjegyzések nélkül számos könyvben megjelent.
Talán legismertebb publikációja az 1936-ban kiadott két kötetes The Proboscidea: A Monograph of the Discovery, Evolution, Migration and Extinction of the Mastodonts and Elephants of the World (A Proboscidea: Tanulmány a világ masztodonjainak és elefántjainak felfedezéséről, evolúciójáról, elterjedéséről és kihalásáról), melyben az elefántok és rokonaik fosszíliáinak és fejlődésének történetéről ír. A mű második kötete évekkel a halála után, 1942-ben jelent meg. Pályafutása során számos ormányos fosszíliáról szóló újságcikket is megjelentetett. További művei közé tartozik a The Age of Mammals in Asia, Europe and North America (Az emlősök kora Ázsiában, Európában és Észak-Amerikában) (1910), és a The Origin and Evolution of Life (Az élet eredete és evolúciója) (1916).
1918-ban a Save-the-Redwoods League társalapítója lett. Hosszú időn át a New York-i Zoológiai Társaság (New York Zoological Society) elnöke volt.
Fia, ifjabb Henry Fairfield Osborn, természetvédő és természettudós.

## Fordítás
- Ez a szócikk részben vagy egészben  a   Henry Fairfield Osborn című angol Wikipédia-szócikk ezen változatának fordításán alapul.  Az eredeti cikk szerkesztőit annak laptörténete sorolja fel. Ez a jelzés csupán a megfogalmazás eredetét és a szerzői jogokat jelzi, nem szolgál a cikkben szereplő információk forrásmegjelöléseként.